# 三宅きみひと
三宅 きみひと（本名：三宅 生監士〈読み同じ〉、1980年3月21日 - ）はフリーアナウンサー。大阪府出身。個人事務所きときとヴォイス代表、有限会社ダート・プロダクション（ダート・プロ）取締役社長。

## 略歴
初芝富田林中学・高等学校、北里大学獣医学部卒業。獣医師免許を所持しており、大阪市役所職員として食品衛生などに関する業務を担当。2006年より寺西裕一の主宰するスポーツアナウンサー養成講座を受講。2008年4月に退職し、ユウセイプランニング所属のフリーアナウンサーとしてデビューした。デビュー当初は荒尾競馬場で実況を担当。2010年途中からは吉田勝彦に誘われる形で園田競馬場・姫路競馬場で実況を担当（形式上は当時吉田が代表を務めていたダート・プロから委託を受ける）その傍らでスカパーのサッカー中継など幅広く活躍中。2016年5月から園田競馬場での重賞実況担当の際に、替え歌で馬を紹介するこれまでにない新しい手法を取り入れた。
2020年3月21日にユウセイプランニングから独立。新たに個人事務所きときとヴォイスを設立した。

2023年4月、吉田の後継指名を受けてダート・プロの取締役社長に就任した。

## 出演
- 荒尾競馬場場内実況 (2008年4月-2011年12月まで 競馬場廃止に伴い終了)
- 兵庫県競馬（園田・姫路競馬）場内実況（2010年秋より）
- 『OBCドラマティック競馬』実況（ラジオ大阪、2012年1月より）
- Tigers-ai制作阪神タイガース戦ベンチサイドレポーター（兵庫県競馬場内アナウンサーの関係もあり、2011年から主として週末の試合）
- スカパー!Jリーグ中継・なでしこリーグ実況（ヴィッセル神戸・INAC神戸レオネッサホームゲーム中心に関西、中四国地方のクラブを担当しているが、OBCドラマティック競馬との兼ね合いで土曜日の試合を中心に担当。2013年はヴィッセルがJ2に降格し原則日曜日開催となったため、寺西がヴィッセルを担当している。なおこれまで寺西が担当していた京都サンガFCホームゲームは制作協力会社がytv Nextryとなった関係もあり、親会社である読売テレビのアナウンサーが担当するようになった）
- 夏の高校野球・三重大会（ケーブルテレビCTY制作）、夏の高校野球・和歌山大会・実況
- CTYカップ四日市市少年少女球技大会・実況（2010年 - 、ケーブルテレビCTY制作）
- 森杯四日市卓球選手権大会（2010年 - 、ケーブルテレビCTY制作）
- スカパー!なでしこリーグ中継実況
- 『うまDOKI』ゲートリポーター（2011年10月29日）
- ダービースタリオンマスターズにおける公式BC・王座決定戦の実況